# Walther Witting

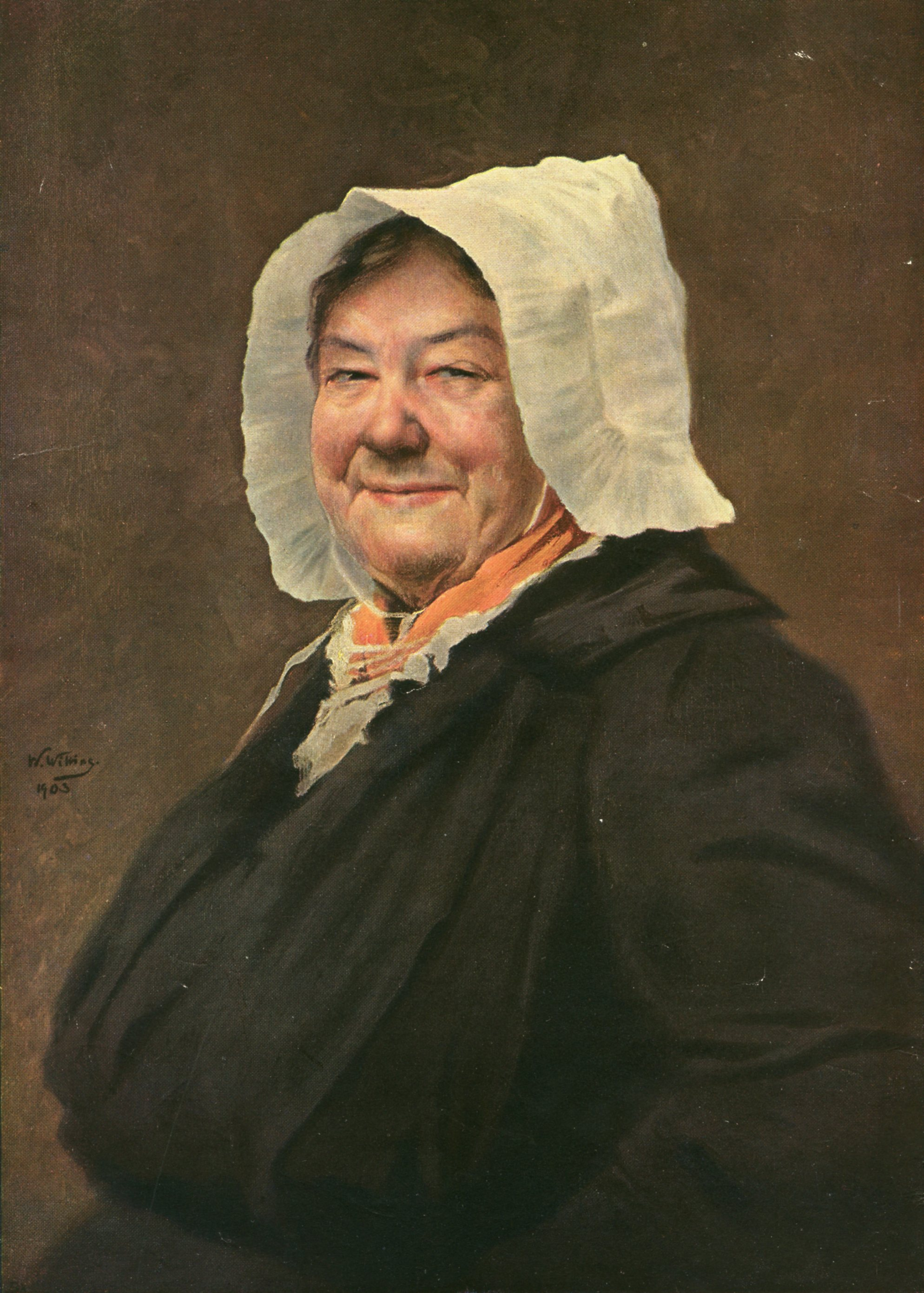
Die Marktfrau

Walther Witting, Evan Evans, Ölgemälde im Seitenschiff der Kirche zu Geyer

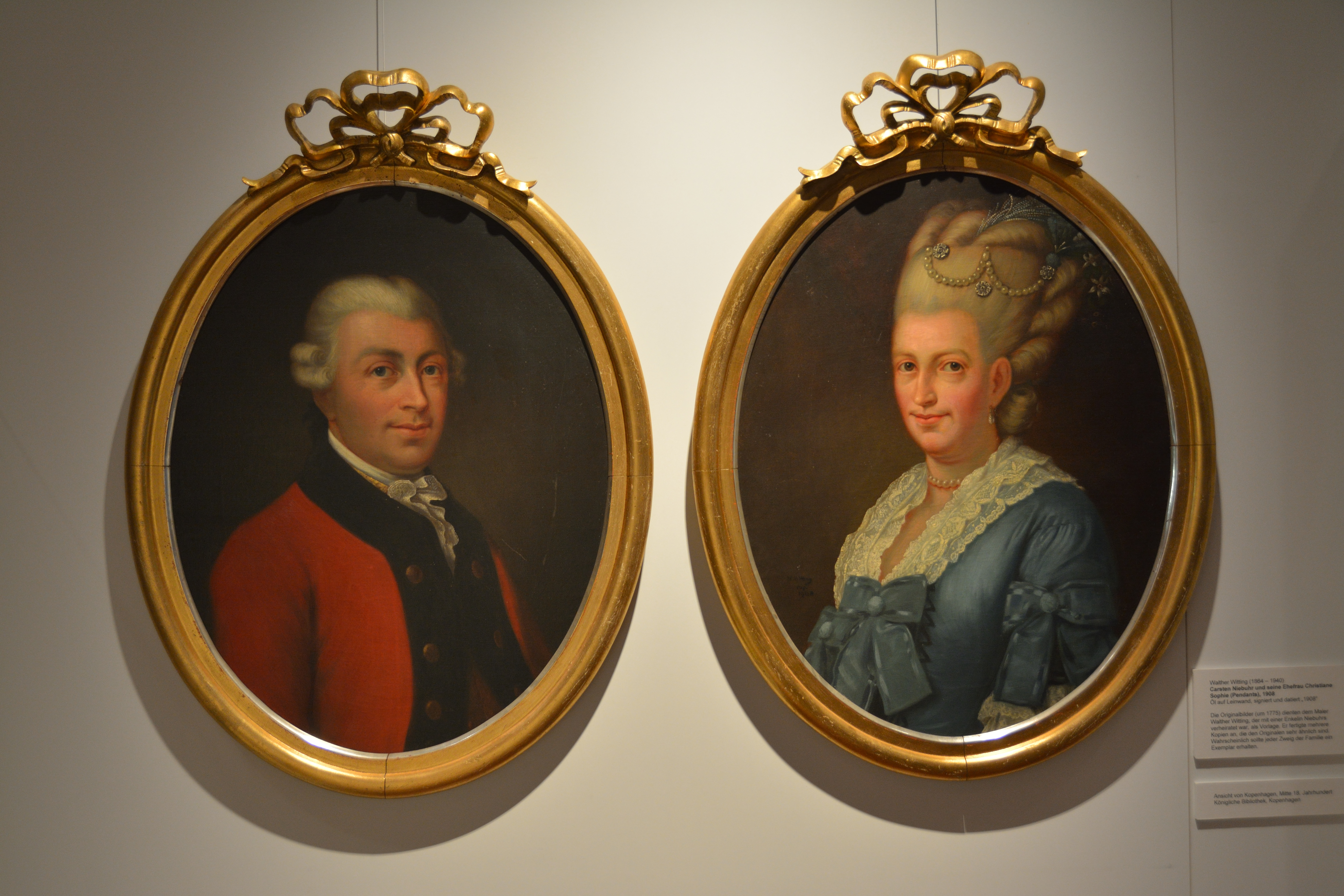
Porträt von Carsten Niebuhr seiner Frau Christiane Sophie (1908)
aus dem Dithmarscher Landesmuseum

Walther Günther Julian Witting (* 21. September 1864 in Dresden; † 21. April 1940 ebenda) war ein deutscher Maler und Grafiker.

## Leben
Witting besuchte bis 1883 die Kreuzschule, trat dann in die Dresdner Akademie ein, war dort bis 1886 Schüler von Leon Pohle und Friedrich Preller d. J., später auf der Kunstschule in Weimar bei Max Thedy. Er lebte und lehrte in Wiesbaden, unternahm Reisen nach Frankreich, Belgien, Niederlande, Italien und ließ sich dann ständig in seiner Geburtsstadt Dresden im Ortsteil Blasewitz nieder. Er malte Bildnisse, Landschaften und Genrebilder.
Er war 43 Jahre hindurch Vorsitzender der von ihm mitbegründeten Renten- und Pensionsanstalt für deutsche bildende Künstler, Gründungsmitglied der Deutschen Kunstgesellschaft, 10 Jahre Vorsitzender der Dresdner Kunstgenossenschaft. Für seinen Einsatz im Ersten Weltkrieg wurden ihm verschiedene Orden verliehen, er trug zuletzt den Titel Königlich Sächsischer Hofrat.

## Familie
Walther Günther Julian Wittig war der Sohn des Komponisten und Musikdirektors Carl Witting und der Malerin Minna Japha.
1895 heiratete Witting die Tochter Elina (Rufname: Ina) von Friedrich Preller d. J. Der Mathematiker Alexander Witting (1861–1946) war sein Bruder.

## Leistungen
Im Jahr 1890 wurde eine seiner Arbeiten in einer Ausstellung im Crystal Palace in London mit der „Great Silver Medal“ gewürdigt.
Im Jahr 1900 gewann er den 1. Preis zur malerischen Ausgestaltung des Rathaussaals in Radebeul, das Bild entstand 1902. Das von der Hermann-Stiftung zu Dresden gespendete, 12,3 m mal 2,34 m große Wandgemälde mit dem Titel „Die Entrichtung von Gefällen in Radebeul an Abgesandte des Domstifts Meißen um 1520“ porträtiert zahlreiche Personen des öffentlichen Lebens und ist noch heute zu besichtigen.
Für die St. Laurentiuskirche in Geyer malte er ein Altarbild.
Witting schuf Porträts, u. a. von
- Evan Evans[10]
- Franz Schnorr von Carolsfeld, Direktors der Landesbibliothek Dresden von 1887 bis 1907 (1898)[8]
- Konrad Haebler[8]
- Rektoren der Kreuzschule (Friedrich Hultsch, Heinrich Stürenburg, Otto Stange, Hans Helck).

Für Karl Gjellerup schuf er Illustrationen zu dessen Werk Die Opferfeuer: Ein Legenden-Stück (1903).
In Dresden befinden sich Arbeiten von ihm im Stadtmuseum, im Albertinum und im Kupferstichkabinett.
Zum 100. Geburtstag von Friedrich Preller d. Ä. (1904) stellte er „Künstlerisches aus Briefen Friedrich Prellers des Älteren“ zusammen.